# Tripsacum pilosum
Tripsacum pilosum là một loài thực vật có hoa trong họ Hòa thảo. Loài này được Scribn. & Merr. miêu tả khoa học đầu tiên năm 1901.